# Утакмице фудбалске репрезентације Мађарске (2020–2029)
Утакмице фудбалске репрезентације Мађарске (2020–2029) је чланак који садржи списак и детаље утакмица мађарске фудбалске репрезентације одиграних (и оних утакмица које требају да се одиграју) у периоду од 2020. па до 2029. године.

## Утакмице
Легенда
- Рез. = Резултат
- н.  = После продужетака
- и. Е. = Извођење пенала
- абг = прекинута утакмица
- Д = домаћа утакмица
- Г = утакмица у гостима
- * = утакмица на неутралном терену

      Победа
      Нерешено
      Пораз

### 2025.
| Бр.   | Датум              | Рез.  | Противник              |   | Место одржавања          | Догађај                               | Напомена |
| ----- | ------------------ | ----- | ---------------------- | - | ------------------------ | ------------------------------------- | -------- |
| 1009. | 16. новембар 2025. | :     | Република Ирска        | Д | Н.П                      | Кв. Светско првенство у фудбалу 2026. |          |
| 1008. | 13. новембар 2025. | :     | Јерменија              | Г | Н.П                      | Кв. Светско првенство у фудбалу 2026. |          |
| 1007. | 14. октобар 2025.  | :     | Португалија или Данска | Г | Н. П                     | Кв. Светско првенство у фудбалу 2026. |          |
| 1006. | 11. октобар 2025.  | :     | Јерменија              | Д | Н.П                      | Кв. Светско првенство у фудбалу 2026. |          |
| 1005. | 9. септембар 2025. | :     | Португалија или Данска | Д | Н.П                      | Кв. Светско првенство у фудбалу 2026. |          |
| 1004. | 6. септембар 2025. | :     | Република Ирска        | Г | Н.П                      | Кв. Светско првенство у фудбалу 2026. | Извештај |
| 1003. | 10. јун 2025.      | 2 : 1 | Азербејџан             | Г | Баку, Азербејџан         | Пријатељска                           | Извештај |
| 1002. | 6. јун 2025.       | 0 : 2 | Шведска                | Д | Далга арена, Баку        | Пријатељска                           | Извештај |
| 1001. | 23. март 2025.     | 0 : 3 | Турска                 | Д | Пушкаш арена, Будимпешта | УЕФА Лига нација 2024/25.             | Извештај |
| 1000. | 20. март 2025.     | 1 : 3 | Турска                 | Г | Рамс парк, Истанбул      | УЕФА Лига нација 2024/25.             | Извештај |